# 成甲書房
株式会社成甲書房（せいこうしょぼう）は、東京都千代田区神田神保町にあるノンフィクションを専門とする出版社。陰謀論、超常現象などの異色作から日常生活に関するものまで幅広い作品を発行する。1979年に朴甲東が創業した。

## 主な著者
- 池口恵観 - 『心を鍛えれば運は開ける』
- 太田竜 - 『天皇破壊史』他
- 鬼塚英昭 - 『天皇種族・池田勇人』他
- 落合莞爾 - 『京都ウラ天皇と薩長新政府の暗闘』他
- ジョン・コールマン - 『新版300人委員会』他
- 副島隆彦 - 『フリーメイソン＝ユニテリアン教会が明治日本を動かした』
- パット・ブキャナン - 『病むアメリカ、滅びゆく西洋』
- 羽仁礼 - 『超常現象大事典』
- 藤原光平 - 『もっともっとキレイになれるよ』
- 船瀬俊介 - 『日本の真相！２』
- マイケル・ホフマン - 『パレスチナ大虐殺』
- 升田幸三 - 『勝負』他
- ジェリー・E・スミス:著、古歩道ベンジャミン：監修,翻訳 - 『気象兵器・地震兵器・HAARP・ケムトレイル』